# Cultura de los vasos de embudo

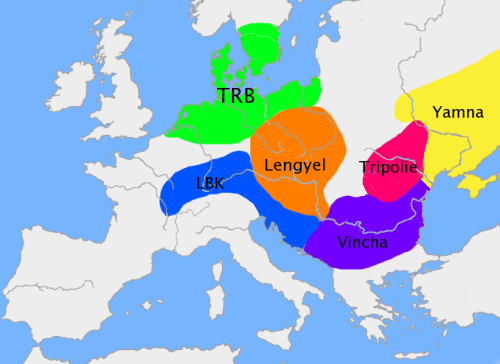
Mapa de Europa durante ca. 3500 a. C. que muestra una aproximación de la cultura de los vasos de embudo (en verde) y otras culturas importantes contemporáneas.

La cultura de los vasos de embudo (del alemán Trichter Becher Kultur, frecuentemente abreviado TRB) es el nombre de una cultura arqueológica del Neolítico que se extendió en la Europa Central y del Norte desde ca. 4200 a. C. hasta ca. 2800 a. C., así llamada por su cerámica característica, vasijas con cuello en forma de embudo.
Su área geográfica abarca desde el sur de Noruega hasta la actual frontera entre la República Checa y Austria, y desde los Países Bajos hasta Ucrania. La cultura fue definida por el arqueólogo alemán Gustaf Kossinna y fue el polaco Konrad Jażdżewski quien le dio su nombre actual en 1930.

## Formación

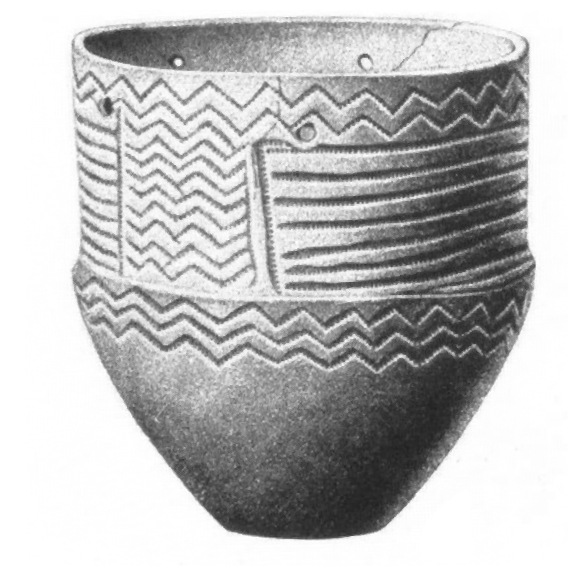
Vaso en forma de embudo hallado en un enterramiento colectivo de Escania, Suecia.

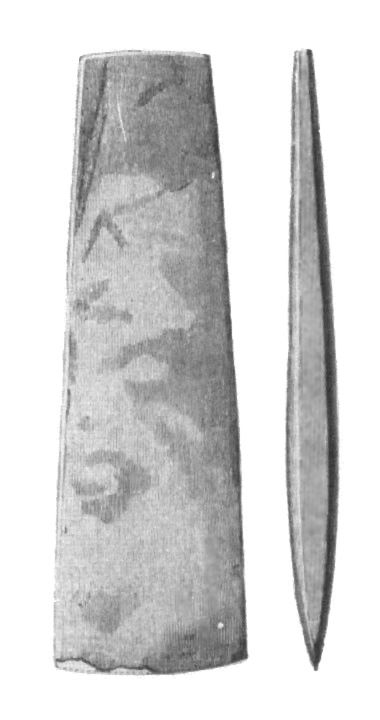
Hacha procedente de Escania.

Aún se discute dónde, cuándo y cómo se originó la cultura de los vasos de embudo. El dato que se cree más antiguo procede de un túmulo funerario de Sarnowo, en Polonia, que se remonta al 4400 a. C. Sin embargo, ese dato es discutido y se duda de su veracidad. 
Otros datos más fidedignos (restos de carbón de alimentos conservados en fragmentos de cerámica) proceden de excavaciones en la costa suroccidental del Báltico, cerca de Wangels, en Alemania, donde la datación por radiocarbono arrojó datos cercanos al 4100 a. C.
Al parecer, la formación de la cultura de los vasos de embudo se relaciona con las primeras importaciones de cobre en la costa del Báltico. Este metal era ya accesible para las poblaciones de cazadores y recolectores de la cultura Ertebølle y quizás produjo importantes cambios sociales e ideológicos, mientras que la estructura económica se desarrollaba lentamente hacia la agricultura de subsistencia. La relación entre la aparición de objetos de cobre y la formación de una sociedad neolítica también se ha hecho patente en la región de los Alpes (cultura Mondsee, cultura de Pfyn).
La cultura de los vasos de embudo se asume como la primera cultura agrícola del sur de Escandinavia, pero las opiniones están divididas sobre si fue introducida o no por migraciones. Después de la Segunda Guerra Mundial, el consenso entre los eruditos de Escandinavia era que la cultura se extendió en la región de manera pacífica por difusión cultural y que la población indígena, entre ellos los pobladores de las culturas Ertebølle y Lihult, adoptaron la agricultura de manera espontánea a causa de los cambios ambientales. Extrañamente, la cultura de los vasos de embudo fue desplazada posteriormente hacia al sur del lago Mälaren por una cultura de cazadores y recolectores llamada la cultura de la cerámica perforada.
Al parecer, la cultura se habría originado en la costa sur del Báltico. Se ha intentado explicar su aparición por el posible contacto que mantenían las poblaciones cazadoras mesolíticas con las más antiguas poblaciones campesinas del sur. El uso de vasijas de barro en la cultura Ertebølle desde ca. 4800 a. C. así como de hachas de piedra parece mostrar que el contacto tuvo lugar durante un período bastante largo. Los hallazgos en Dinamarca muestran que se tenía contacto con la cultura de la cerámica de bandas.

## Asentamientos
Con la excepción de algunos asentamientos en el interior, como el poblado de Alvastra, los núcleos de población se localizaron cerca de los de la previa cultura Ertebølle, junto al mar. Las casas se construían con ramas y lodo y medían aproximadamente 12 m × 6 m. Los poblados se dedicaban principalmente a la crianza de ovejas, vacas, cerdos y cabras, pero también a la pesca y a la caza. Se cultivaban variedades primitivas de trigo y cebada en terrenos que pronto agotaban su fertilidad, por lo cual las poblaciones se desplazaban a cortas distancias. También había cierta explotación de los recursos minerales, por ejemplo, en la zona de Malmö, de donde se extraía sílex y se vendía a otras regiones, como el interior de la península Escandinava. La cultura de los vasos de embudo importaba cobre de la Europa Central, en particular puñales y hachas.

## Religión y tumbas

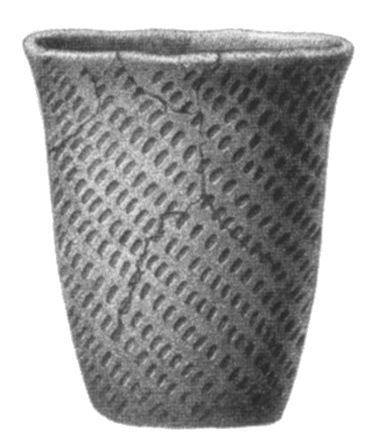
Cerámica procedente de un dolmen en Västergötland, Suecia.

Las casas se levantaban en torno a una tumba monumental, lo que es un símbolo de cohesión social. Las prácticas funerarias variaban de acuerdo a la región y a la época, pero la inhumación parece haber sido la regla. Las tumbas más antiguas consistían de cámaras de madera dentro de grandes túmulos, pero posteriormente predominaron los pasadizos funerarios y los dólmenes. Originalmente, las estructuras funerarias eran cubiertas posiblemente con lodo y la entrada sellada con una roca. La cultura de los vasos de embudo marca la aparición de tumbas megalíticas en las costas del Báltico y el mar del Norte, y un ejemplo es Sieben Steinhäuser en el norte de Alemania. Las estructuras megalíticas de Irlanda, Francia y Portugal son más antiguas y no tienen relación directa con esta cultura.

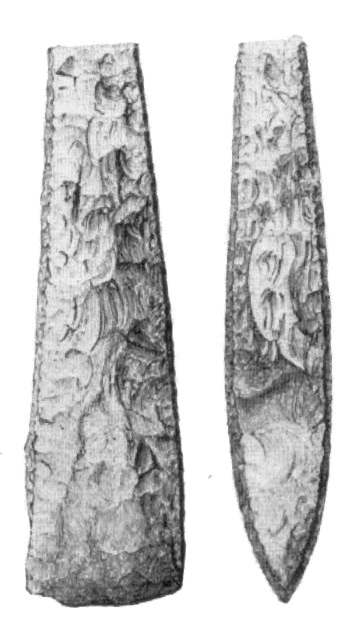
Hacha de pedernal de Närke (Suecia), característica tanto de la cultura de los vasos de embudo como de la cerámica perforada.

Probablemente, las tumbas no se levantaban para cualquier persona difunta, sino solo para una élite. En las tumbas las personas ofrendaban vasos de cerámica que tal vez contenían alimento, además de hachas y otros objetos de pedernal. También se depositaban hachas y cerámica en ríos y lagos cercanos a la zona de labranza. Asimismo se construyeron grandes centros de culto rodeados de estacas, terraplenes y fosos. El mayor de estos centros es el encontrado en Sarup, en la isla de Fionia, Dinamarca, que comprende 85 000 m² y se ha estimado el tiempo de su construcción en unos 8000 días de trabajo. Otro importante centro de culto es el de Stävie, cerca de Lund, Suecia, que comprende 30 000 m².

## Objetos
La cultura toma su nombre de su cerámica característica, vasos y ánforas con cuellos en forma de embudo, que quizás eran empleados para beber. Un hallazgo atribuido a la cultura de los vasos de embudo es la olla de Bronocice, que tiene el dibujo más antiguo conocido de un vehículo de ruedas. La olla data de ca. 4000 a. C.

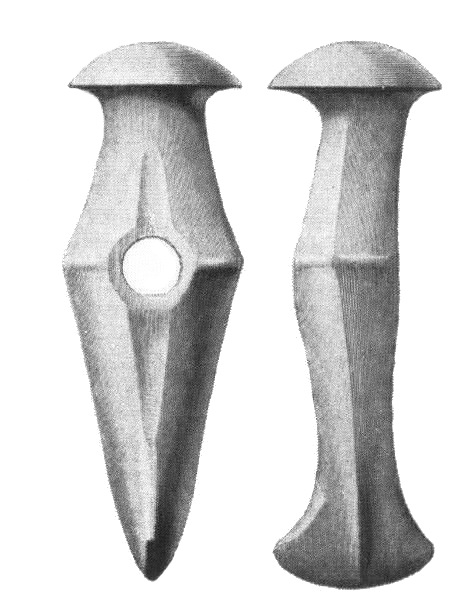
Hacha de guerra poligonal, procedente de Dalecarlia.

La tecnología estaba basada en el pedernal, del cual fueron importantes los depósitos de Bélgica, la isla de Rügen y Cracovia.
La cultura utilizaba hachas de batalla que eran versiones en piedra de las hachas de cobre de la Europa Central. Las versiones más antiguas tenían múltiples ángulos, y las posteriores son llamadas de doble filo, aunque uno de los filos era más redondeado.

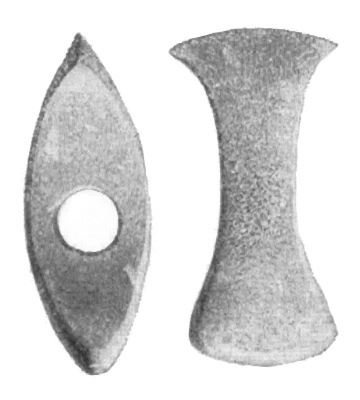
Hacha de guerra de doble filo, procedente de Escania.

## Etnia e idioma
Poco se sabe acerca de las raíces étnicas o idiomáticas de la cultura. En el contexto de la hipótesis de los kurganes, la cultura se considera como no indoeuropea, representando lo que Marija Gimbutas llamó cultura de la Vieja Europa (véase cultura yamna). 
Por otro lado, publicaciones neerlandesas mencionan funerales mixtos y proponen el cambio rápido hacia la cultura de la cerámica cordada en un lapso de dos generaciones, que habría ocurrido hacia el 2900 a. C. en territorios daneses y neerlandeses de la cultura de los vasos de embudo.